# Приключения Джо Грязнули
«Приключе́ния Джо Грязну́ли» (англ. Joe Dirt) — приключенческая комедия 2001 года режиссёра Дэнни Гордона. В главных ролях Дэвид Спейд, Бриттани Дэниел, Деннис Миллер, Адам Бич, Кристофер Уокен, Джейми Прессли и Кид Рок.

## Сюжет
Америка должна знать своих героев в лицо. Вглядитесь-ка в это: перед вами потрясающий парень — талантливый уборщик Джо Грязнуля! Он невозмутимее статуи Свободы. Оптимистичнее мирового курса доллара. Упорнее налогового инспектора.
В восемь лет он потерял родителей у Большого Каньона и все эти годы он лелеял мечту о воссоединении с ними. Что ж, время мечтать прошло, настало время действовать.
Джо седлает свою тачку и, начинает своё удивительное путешествие по дорогам страны в поисках любимых предков. Со стоическим спокойствием переживая массу смешных приключений и встречая на своем пути множество престранных людей, герой с каждой минутой приближает встречу с родными.

## В ролях
| Актёр              | Роль                            |
| ------------------ | ------------------------------- |
| Дэвид Спейд        | Джо Грязнуля                    |
| Бриттани Дэниел    | Брэнди                          |
| Деннис Миллер      | Зандер Келли                    |
| Адам Бич           | Кикин Уинг                      |
| Кристофер Уокен    | Клем                            |
| Джейми Прессли     | Джилл                           |
| Кид Рок            | Робби                           |
| Эрик Пер Салливан  | Джо Грязнуля в детстве          |
| Розанна Аркетт     | Шарлин                          |
| Меган Тейлор Харви | сестра Джо в детстве            |
| Кэролайн Аарон     | миссис Нунамейкер мать Джо      |
| Фред Уорд          | мистер Коди Нунамейкер отец Джо |
| Брайан Томпсон     | Буффало Боб                     |
| Митзи Мартин       | мисс Клиппер                    |

## Продолжение
В начале 2010 года Дэвид Спейд работал над пилотным выпуском анимационного телесериала по мотивам фильма на канале TBS.
В 2014 году Спейд объявил, что занят созданием сценария для сиквела фильма.

## Саундтрек
| №   | Название                     | Исполнитель              | Длительность |
| --- | ---------------------------- | ------------------------ | ------------ |
| 1.  | «Sweet Home Alabama»         | Lynyrd Skynyrd           | 3:37         |
| 2.  | «Walk on Water»              | Эдди Мани                | 4:37         |
| 3.  | «Hold Your Head Up»          | Argent                   | 6:16         |
| 4.  | «You Ain't Seen Nothin' Yet» | Bachman-Turner Overdrive | 3:26         |
| 5.  | «When I’m with You»          | Sheriff                  | 3:53         |
| 6.  | «Cat Scratch Fever»          | Тед Ньюджент             | 3:38         |
| 7.  | «Who Do You Love»            | Джордж Торогуд           | 4:19         |
| 8.  | «China Grove»                | The Doobie Brothers      | 3:14         |
| 9.  | «Rocky Mountain Way»         | Джо Уолш                 | 5:13         |
| 10. | «Roller»                     | April Wine               | 4:17         |
| 11. | «Burnin’ for You»            | Blue Öyster Cult         | 4:30         |
| 12. | «If You Want My Love»        | Cheap Trick              | 3:34         |